# USS Willard Keith (DD-775)
USS Willard Keith (DD-775) là một tàu khu trục lớp Allen M. Sumner được Hải quân Hoa Kỳ chế tạo trong Chiến tranh Thế giới thứ hai. Nó là chiếc tàu chiến thứ ba của Hải quân Mỹ, nhưng là chiếc duy nhất hoàn tất, được đặt theo tên Đại úy Thủy quân Lục chiến Willard Woodward Keith Jr. (1920-1942), đã tử trận trong Chiến dịch Guadalcanal và được truy tặng Huân chương Chữ thập Hải quân. Nó đã hoạt động cho đến hết Thế Chiến II, và tiếp tục phục vụ sau đó trong Chiến tranh Lạnh cho đến khi xuất biên chế năm 1972 và được chuyển cho Columbia. Nó phục vụ cùng Hải quân Colombia như là chiếc Caldas (DD-02) cho đến khi ngừng hoạt động năm 1977 và bị tháo dỡ sau đó. Willard Keith được tặng thưởng hai Ngôi sao Chiến trận do thành tích phục vụ trong Thế Chiến II.

## Thiết kế và chế tạo
Willard Keith được đặt lườn tại xưởng tàu của hãng Bethlehem Steel Co. ở San Pedro, California vào ngày 5 tháng 3 năm 1944. Nó được hạ thủy vào ngày 29 tháng 8 năm 1944; được đỡ đầu bởi bà Willard W. Keith, mẹ Đại úy Keith, và nhập biên chế vào ngày 27 tháng 12 năm 1944 dưới quyền chỉ huy của Trung tá Hải quân Lewis L. Snyder.
Lưu ý là Hải quân Hoa Kỳ từng có hợp đồng chế tạo hai tàu khu trục hộ tống đều mang tên USS Willard Keith; tuy nhiên, cả hai đều bị hủy bỏ trước khi hoàn tất. Chiếc Willard Keith (DE-754) thuộc lớp Cannon được đặt lườn vào ngày 14 tháng 9 năm 1943 bởi hãng Western Pipe and Steel Company tại San Pedro, California bị hủy bỏ vào ngày 2 tháng 10 năm 1943. Chiếc Willard Keith (DE-314) thuộc lớp Evarts được đặt lườn vào ngày 22 tháng 1 năm 1944 bởi Xưởng hải quân Mare Island tại Vallejo, California bị hủy bỏ vào ngày 13 tháng 3 năm 1944.

## Lịch sử hoạt động

### 1944 - 1945
Sau khi hoàn tất việc chạy thử máy huấn luyện tại vùng biển ngoài khơi San Diego, California, Willard Keith tạm thời được phân về Trung tâm Huấn luyện Tiền biên chế tại San Francisco, California như một tàu huấn luyện cho nhân sự kỹ thuật, cho đến giữa tháng 4 năm 1945. Nó thực hiện những chuyến đi huấn luyện hàng tuần từ San Francisco đến đảo San Clemente. Có tin đồn cho rằng, trong một chuyến đi huấn luyện như vậy, con tàu đã bắt được tín hiệu sonar của một tàu ngầm không rõ nguồn gốc hay quốc tịch, đã tấn công bằng mìn sâu và có thể đã đánh chìm một tàu ngầm lạ. Tuy nhiên, ngoài thông tin của một số thành viên thủy thủ đoàn, không có bất kỳ tài liệu hay chứng cứ gì cho điều này.
Sau đó Willard Keith cùng với tàu tuần dương hạng nhẹ Atlanta (CL-104) và tàu khu trục Tillman (DD-641) lên đường vào ngày 16 tháng 4 để hướng sang Trân Châu Cảng, rồi nó tiếp tục hành trình đi sang khu vực Tây Thái Bình Dương, đi đến khu vực chiến sự tại Okinawa vào ngày 29 tháng 5. Chiếc tàu khu trục được phân công nhiệm vụ hộ tống và cột mốc radar canh phòng trong suốt thời gian còn lại của Chiến dịch Okinawa, bắn rơi hai máy bay đối phương. Sự kiện đáng kể nhất trong giai đoạn này là vào ngày cuối cùng của chiến dịch, khi một máy bay ném bom-ngư lôi đối phương tiếp cận ở độ cao sát mặt biển mà không bị phát hiện và phóng ra quả ngư lôi nó mang theo, đánh trúng con tàu. Điều may mắn là quả thủy lôi tịt ngòi nên chỉ gây ra một vết lỏm trên mạn tàu.
Sau đó Willard Keith gia nhập một lực lượng đặc nhiệm tuần dương-khu trục vào ngày 24 tháng 6 cho một đợt càn quét tàu bè đối phương trong biển Hoa Đông; tuy nhiên do Nhật Bản đã chịu thiệt hại lớn về số tàu buôn trước đó, nên đợt càn quét không mang lại kết quả đáng kể. Trong thời gian còn lại của chiến tranh, chiếc tàu khu trục hoạt động hộ tống và càn quét bắn phá bờ biển; và sau khi Nhật Bản đầu hàng vào ngày 15 tháng 8 nó tiếp tục hỗ trợ cho việc đổ bộ lực lượng chiếm đóng lên các đảo chính quốc Nhật Bản. Con tàu đã đảm nhiệm việc vận chuyển thư tín và nhân sự giữa các cảng Nhật Bản.
Willard Keith đã phục vụ như soái hạm của Thiếu tướng Hải quân John T. Bottom, Jr., Tư lệnh Chi hạm đội Đặc nhiệm 1 và là chỉ huy hải quân khu vực, hoạt động tại Nagoya từ cuối tháng 10 đến đầu tháng 12. Nó ra khơi vào ngày 5 tháng 12 để gia nhập Hải đội Khu trục 66 và lên đường quay trở về Hoa Kỳ, về đến San Diego, California vừa kịp lễ Giáng Sinh.

### 1946 - 1947
Willard Keith sau đó di chuyển xuống phía Nam, băng qua kênh đào Panama và vượt vịnh Mexico để hướng đến New York. Sau khi sửa chữa những hư hỏng sau chuyến đi tại Xướng hải quân New York, Brooklyn, New York, nó rời xưởng tàu vào ngày 31 tháng 1, 1946 để đi đến Newport, Rhode Island. Con tàu đã tham gia các cuộc thực tập tác xạ ngoài khơi cảng này trước khi quay trở lại New York; và cho đến ngày 12 tháng 7, nó còn thực hiện năm chuyến đi khứ hồi giữa New York và Newport, trước khi lên đường đi vịnh Guantánamo, Cuba. [[
Sau các hoạt động thực tập tại vùng biển Tây Ấn thuộc Anh, Willard Keith đi đến Norfolk, Virginia nơi nó hộ tống các thiết giáp hạm Washington (BB-56) và North Carolina (BB-55) trong hành trình đi Culebra, Puerto Rico để thực hành bắn phá bờ biển. Chiếc tàu khu trục sau đó tiếp tục hộ tống các thiết giáp hạm quay trở lại Norfolk, rồi đảm nhiệm thêm một lượt hộ tống bảo vệ khác, lần này là cùng Philippine Sea (CV-47) đi vịnh Guantánamo, Cuba. Nó phối hợp thực hành và cơ động cùng chiếc tàu sân bay trên đường đi, và tiến hành huấn luyện cho đến khi quay trở về Newport.
Willard Keith trải qua kỳ nghỉ lễ Giáng Sinh và năm mới 1947 trong cảng trước khi tiến hành các hoạt động tại chỗ ngoài khơi bờ biển giữa Pensacola và Key West, Florida. Nó thực hiện một chuyến đi đến Mobile, Alabama vào ngày 13 tháng 2, đại diện cho hải quân tham gia lễ hội Mardi Gras hàng năm tại đây. Đi đến Norfolk vào ngày 20 tháng 6, nó được đưa về Hạm đội Dự bị Đại Tây Dương một thời gian ngắn, và bị bỏ không tại Charleston, South Carolina cho đến khi Chiến tranh Triều Tiên bùng nổ vào tháng 6, 1950.

### 1950 - 1952
Được cho nhập biên chế trở lại vào ngày 23 tháng 10, 1950, Willard Keith được phân về Hạm đội Đại Tây Dương. Khi việc tái biên chế hoàn tất vào ngày 27 tháng 11, nó rời Charleston để đi Norfolk, rồi lên đường đi sang vịnh Guantánamo, và hộ tống cho tàu sân bay Intrepid (CV-11) trên đường đi. Đến nơi vào ngày 13 tháng 1, 1951, chiếc tàu khu trục tiến hành chạy thử máy và huấn luyện cho đến ngày 22 tháng 2, ghé qua một thời gian ngắn để thực hành tác xạ trước khi tiếp tục đi đến Norfolk. Sau một đợt bảo trì kéo dài ba tháng, nó quay trở lại khu vực vịnh Guantánamo tiếp tục huấn luyện ôn tập, rồi quay trở về Norfolk để bảo trì.
Willard Keith rời vùng bờ Đông vào ngày 3 tháng 9, 1951 để hướng sang khu vực Địa Trung Hải, nơi nó phục vụ cùng Đệ lục Hạm đội. Nó thay phiên cho tàu khu trục Dennis J. Buckley (DD-808) vào ngày 22 tháng 9, trải qua sáu tháng tiếp theo viếng thăm các cảng Gibraltar; Naples và Trieste, Ý; vịnh Augusta, Sicily; Istanbul, Thổ Nhĩ Kỳ; Leros, Hy Lạp; và vịnh Suda, Crete. Từ tháng 11, 1951 đến tháng 2, 1952, nó hoạt động phối hợp cùng tàu khu trục chị em John W. Weeks (DD-701) trong thành phần Lực lượng Bắc Âu, và đã viếng thăm các cảng Plymouth, Anh; Copenhagen và Bornholm, Đan Mạch; Bremerhaven, Đức; Bordeaux, Pháp; và Derry, Bắc Ireland. Nó cũng tập trận phối hợp cùng các tàu khu trục Hải quân Anh trong giai đoạn này, và đã hỗ trợ cứu nạn cho chiếc SS Flying Enterprise, khi chiếc tàu chở hàng vỡ làm đôi và đắm do thời tiết biển động nặng.
Hoàn tất lượt hoạt động tại vùng biển Châu Âu vào đầu tháng 2, 1952, Willard Keith lên đường quay trở về nhà, về đến Norfolk vào ngày 6 tháng 2, nơi nó nghỉ ngơi và bảo trì. Đến ngày 21 tháng 4, nó rời hướng lên phía Bắc, đi đến vùng biển Argentia, Newfoundland cùng một nhóm quan sát viên thuộc Trường Thủy âm hải quân Hoa Kỳ. Nó tiến hành các đợt thực tập chống tàu ngầm dưới sự giám sát của các quan sát viên cho đến ngày 12 tháng 5. Sang đầu tháng 6, nó đi đến Annapolis, Maryland và đón lên tàu 72 học viên sĩ quan thuộc Học viện Hải quân Hoa Kỳ, đưa họ đến để bắt đầu chuyến đi thực tập sang vùng biển Châu Âu. Những sĩ quan hải quân tương lai đã có dịp viếng thăm cảng Torquay, Anh và Le Havre, Pháp trước khi tiếp tục chuyến thực tập tại khu vực vịnh Guantánamo, Cuba.
Willard Keith quay trở về Norfolk, tiễn lên bờ những học viên sĩ quan và tiếp tục chương trình thực hành huấn luyện thường lệ. Nó thực hành tìm-diệt chống tàu ngầm phối hợp cùng tàu sân bay hộ tống Block Island (CVE-106) trong thành phần một đội đặc nhiệm dưới quyền Chuẩn đô đốc Daniel V. Gallery, rồi quay trở lại Norfolk vào cuối tháng 11 và trải qua thời gian còn lại của năm trong cảng này.

### 1953 - 1954
Willard Keith khởi hành từ vào ngày 9 tháng 1, 1953 để đi Pensacola, Florida, nơi nó được chỉ định nhiệm vụ canh phòng máy bay cho tàu sân bay hạng nhẹ Monterey (CVL-26). Tuy nhiên, đang trên đường đi, nó tuân theo một mệnh lệnh khẩn cấp từ Tư lệnh Quân khu Hải quân 6 và đã đổi hướng để gặp gỡ một tàu đổ bộ LST. Nó đã giúp đưa một trung sĩ Thủy quân Lục chiến trên tàu bị viêm ruột thừa đi đến Charleston, South Carolina để điều trị.
Hoàn tất việc phục vụ cùng Monterey, Willard Keith quay trở về Norfolk và chuẩn bị cho một lượt đại tu tại Xưởng hải quân Philadelphia từ ngày 11 tháng 2 đến ngày 27 tháng 5. Sau khi hoàn tất những sửa chữa và thay đổi, nó ghé qua Norfolk rồi tiến hành huấn luyện ôn tập tại khu vực vịnh Guantánamo, Cuba. Quay trở về cảng nhà vào ngày 4 tháng 8, nó cùng những tàu chiến khác thuộc Đội khu trục 221 khởi hành vào ngày 25 tháng 9 để đi sang Viễn Đông. Hành trình đi nữa vòng trái đất này lần lượt trải qua Bermuda, Gibraltar, Naples, Port Said, Aden, Colombo và Manila.
Lực lượng đi đến Yokosuka, Nhật Bản vào ngày 10 tháng 11, nơi Willard Keith và các tàu đồng đội gia nhập Lực lượng Hải quân Viễn Đông dưới quyền chỉ huy chung của Chuẩn đô đốc Robert P. Briscoe. Thoạt tiên nó hoạt động cùng một đội tìm-diệt tàu ngầm và tham gia vào Lực lượng Phong tỏa và Hộ tống Liên Hợp Quốc. Trong hai tuần lễ, nó đã cùng tàu khu trục James C. Owens (DD-776) phục vụ canh phòng máy bay cho chiếc tàu sân bay Australia HMAS Sydney (R17), tiến hành các phi vụ không quân. Trong giai đoạn này, nó đã viếng thăm các cảng Sasebo và Yokosuka, Nhật Bản; Inchon, Triều Tiên; và vịnh Buckner, Okinawa.
Hoàn tất lượt phục vụ tại Viễn Đông vào tháng 3, 1954, Willard Keith cùng hải đội của nó lên đường quay trở về Hoa Kỳ ngang qua Midway; Hawaii; San Francisco; Long Beach, California; kênh đào Panama; La Habana, Cuba và Key West, Florida, về đến Norfolk vào ngày 1 tháng 5, và như thế đã hoàn tất một vòng quanh trái đất. Trong thời gian còn lại của năm 1954, nó hoạt động dọc theo bờ biển Đại Tây Dương, trải dài suốt từ Labrador cho đến vùng biển Caribe, tham gia các cuộc thực tập chống tàu ngầm và tập trận đổ bộ, xen kẻ với những lượt bảo trì trong cảng.

### 1955 - 1972
Sau khi trải qua kỳ nghỉ lễ Giáng Sinh trong cảng nhà, Willard Keith khởi hành từ Norfolk vào ngày 5 tháng 1, 1955 để hướng sang Địa Trung Hải, viếng thăm thiện chí các cảng Algiers, Naples, Genoa và quần đảo Azores dọc theo đường đi trước khi quay trở về Norfolk vào ngày 15 tháng 3. Nó nghỉ ngơi một thời gian ngắn trước khi đi vào Xưởng hải quân Norfolk, nơi nó được đại tu trong bốn tháng. Rời xưởng tàu vào ngày 8 tháng 8, nó tiến hành huấn luyện ôn tập tại vùng biển quen thuộc chung quanh vịnh Guantánamo, Cuba, rồi thực hành hỗ trợ hỏa lực cùng các tàu cùng đội khu trục tại khu vực thực hành Culebra, Puerto Rico. Quay trở lên phía Bắc vào mùa Thu, nó tiếp tục tham gia thực hành bắn hỗ trợ hỏa lực cho cuộc tập trận đổ bộ phối hợp cùng các đơn vị Thủy quân Lục chiến ngoài khơi bờ biển North Carolina.
Trong bảy năm tiếp theo sau, Willard Keith tiếp tục phục vụ cùng Hải đội Khu trục 22, hoạt động trong suốt khu vực trải rộng từ Đại Tây Dương cho đến Hồng Hải và vùng vịnh Ba Tư. Nó thực hiện nhiều chuyến viếng thăm thiện chí, thực tập huấn luyện cho học viên sĩ quan, cùng những đợt thực hành chống tàu ngầm và tác xạ thường lệ hàng năm. Vào tháng 6, 1959, con tàu gia nhập Lực lượng Đặc nhiệm 47 để tham gia Chiến dịch Inland Seas, đi dọc theo sông Saint Lawrence tham dự lễ khánh thành tuyến đường thủy St. Lawrence nối liền Đại Tây Dương với Ngũ Đại Hồ, nghi lễ do Tổng thống Dwight D. Eisenhower và Nữ hoàng Elizabeth II của Anh đồng chủ trì. Trong vụ Khủng hoảng tên lửa Cuba năm 1962, nó đã tham gia lực lượng phong tỏa hòn đảo này cho đến khi đạt được thỏa thuận với Liên Xô để rút những tên lửa đạn đạo tầm trung khỏi Cuba.
Vào ngày 1 tháng 10, 1963, Willard Keith được điều động sang Hải đội Khu trục 34, và đảm nhiệm vai trò tàu huấn luyện cho Hải quân Dự bị Hoa Kỳ. Trong chín năm tiếp theo sau, nó thực hiện những chuyến đi huấn luyện hàng tháng vào dịp cuối tuần dành cho thủy thủ đoàn dự bị của con tàu, và những chuyến thực tập hàng năm ngoài biển kéo dài hai tuần, trong phạm vi dọc bờ Đông cho đến khu vực vịnh Guantánamo, Cuba.

### Caldas(DD-02)
Sau khi được khảo sát và đánh giá không còn phù hợp cho hoạt động của hạm đội, Willard Keith được cho xuất biên chế tại Norfolk, Virginia vào ngày 1 tháng 7, 1972, rút tên khỏi danh sách Đăng bạ Hải quân cùng ngày hôm đó, rồi được chuyển giao cho Colombia. Nó tiếp tục phục vụ cùng Hải quân Colombia như là chiếc Caldas (DD-02), cho đến khi bị loại bỏ vào năm 1977.

## Phần thưởng
Willard Keith được tặng thưởng hai Ngôi sao Chiến trận do thành tích phục vụ trong Thế Chiến II.